# Ladies' Night (canção)
"Ladies' Night" é um canção do álbum de mesmo nome lançado em 1979 pela banda americana Kool & the Gang. A canção falaa sobre o uso popular de "Ladies' Night" em bares e clubes que foram destinadas a atrair mais clientes do sexo feminino, a fim de atrair ainda mais clientela masculina. A canção foi lançada como um single foi um sucesso radiofônico. Foi também um sucesso nas paradas de sucesso, atingindo o 8º lugar no Billboard Hot 100 em 1980.

## Faixas
| Ladies Night/Too Hot |                |         |  |
| N.º                  | Título         | Duração |  |
| 1.                   | "Ladies Night" | 3:32    |  |
| 2.                   | "Too Hot"      | 4:10    |  |

| Ladies Night/If You Feel Like Dancin' |                            |         |  |
| N.º                                   | Título                     | Duração |  |
| 1.                                    | "Ladies Night"             | 3:32    |  |
| 2.                                    | "If You Feel Like Dancin'" | 5:05    |  |

## Desempenho nas paradas
| Chart             | Posição |
| ----------------- | ------- |
| Billboard Hot 100 | 8       |
| United Kingdom    | 9       |
| Switzerland       | 8       |
| Netherlands       | 14      |
| Austria           | 18      |
| Alemanha          | 19      |

## Versão de Atomic Kitten
Em 2003, "Ladies 'Night" foi re-gravado pelo girl group britânico Atomic Kitten, e lançado como o segundo single do terceiro álbum de estúdio das meninas, também intitulado Ladies Night (2003), em honra pela colaboração colaboração. A canção é uma colaboração com Kool and the Gang, que pediu ao grupo para gravar uma versão atualizada da música. O single alcançou o número oito no UK Singles Chart, mais alta do que a versão original alcançou, e o número 39 na Austrália.

### Performance nos gráficos
O único ponto máximo do single, foi no Reino Unido, onde estreou no número oito . Apesar de "Ladies Night" ser o primeiro single de Atomic Kitten a não chegar ao top 5 em mais de dois anos desde que "Whole Again" superou as paradas, ainda conseguiu vender 84.192 cópias no Reino Unido , Tornando-se o seu 7º single mais vendido no Reino Unido. Ficou no top 40 por 8 semanas, 3 dos quais estavam no top 10, fazendo Ladies Night um sucesso em sua terra natal. Ladies Night atingiu o número 14 nas paradas europeias, tornando-o um sucesso. Na Espanha, foi o seu único top 10 lá, atingindo o #3, e durando 3 semanas no top 10. A canção tornou-se um top 20 na República da Irlanda, Holanda, Bélgica e Dinamarca. Ele também se tornou um Top 40 na Alemanha atingindo o pico no 33, 32 na Áustria e 38 na Suíça. A canção foi um enorme sucesso no sudeste da Ásia. Ele estreou no n º 6 na China, e em sua segunda semana subiu para o nº2 sua posição de pico naquele país. Ele durou 5 semanas no top 20, 4 dos quais estavam no top 10. Em Taiwan, a canção estreou no n º 10, e atingiu o pico no n º 4. Ele durou nove semanas no top 10, fazendo Um enorme sucesso naquele país. Na Oceania, a música não funcionou tão bem quanto seus singles anteriores. "Ladies Night" nunca foi lançado na Nova Zelândia, e só conseguiu atingir o 39º lugar na Austrália. Ele durou 5 semanas no top 50. Isto é devido à baixa promoção do single lá.

### Vídeoclipe
O vídeo começa com muitas pessoas ansiosamente aglomeradas em torno da entrada de um clube, tentando entrar. De repente, um plasma de ondas varre o meio da multidão, da porta, empurrando-os para qualquer lado. A cabeça do grupo no clube do gatinho, e a multidão os segue dentro, até que somente o bouncer é deixado fora do lado de fora. No clube bem iluminado, o grupo groove cantando, grande parte do que está em uma discoteca na pista de dança. Elas dançam principalmente em uma fileira, com duas fileiras de homens por trás deles, Drag queens são mostradas no vídeo, e aparecem repetidamente, incluindo no banheiro das mulheres, perto da conclusão do vídeo. O metrossexual ou barman homossexual, tendo semelhança com Boy George, aparece em todo o vídeo. Jenny Frost começa a flertar com ele, como se fosse dar um beijo; Na realidade, ela está roubando sua bebida por trás dele. Enquanto um homem bate em Liz McClarnon, ele é por sua vez atingido por outro homem. Há também um homem dançando em uma gaiola com um topo redondo; Não há nenhuma sugestão se este é para entreter as mulheres heterossexuais ou os homens homossexuais no estabelecimento, ou ambos. O grupo repetidamente vira as mãos no ar, criando plasma rosa como apareceu no início do vídeo. Isso os transporta para o lado oposto do clube, onde elas aparecem de Skates, em roupas diferentes. Elas usam sua magia novamente, magicamnete tirando a roupa de três homens. Os homens, ficam de sunga rosa e se aproximam das meninas em seu estande. Natasha Hamilton está tão divertida com a visão da virilha dos rapazes que ela dinheiro dentro de suas sungas. O dinheiro nunca é realmente colocado. No início do vídeo, quando Jenny Frost sopra um beijo, as marcas de lábios, aparecem na tela como um gráfico.

### Faixas
UK CD1
1. "Ladies Night" (radio mix) – 3:06
2. "The Tide Is High" (Radio mix) – 3:26

UK CD2
1. "Ladies Night" (radio mix) – 3:06
2. "Ladies Night" (Kurtis Matronik 7") – 3:25
3. "Somebody" – 3:11
4. "Ladies Night" (video)

UK 12" picture disc
1. "Ladies Night" (radio mix edit) – 3:01
2. "Ladies Night" (Kurtis Matronik 12") – 10:05
3. "Be with You" (Todd Terry 12") – 7:58
4. "Be with You" (Todd Terry vs. TNT Edit) – 3:27

### Versões oficiais
- Single/Album version – 3:07
- The "Northern" Mad Mix – 5:59
- Shanghai Surprise Mix – 6:58
- Kurtis Mantronix Radio Edit – 3:25
- Kurtis Mantronix 12" Remix – 7:01

### Desempenho nas paradas
| Chart                     | Posição |
| ------------------------- | ------- |
| Alemanha                  | 33      |
| Austrália                 | 39      |
| Austria                   | 32      |
| Belgica(Flanders)         | 18      |
| Dinamarca                 | 12      |
| Dinamarca                 | 12      |
| França                    | 54      |
| Irlanda                   | 14      |
| Hungria Dance Top 40      | 6       |
| Suíça                     | 38      |
| Reino Unido Singles Chart | 8       |